# Mimesisomera aureobrunnea
Mimesisomera aureobrunnea är en fjärilsart som beskrevs av Felix Bryk 1950. Mimesisomera aureobrunnea ingår i släktet Mimesisomera och familjen tandspinnare. Inga underarter finns listade i Catalogue of Life.